# Amanda Junquera Butler
Amanda Junquera Butler (Madrid, 19 de octubre de 1898 - 27 de diciembre de 1986) fue una escritora española. Nacida y criada en Madrid, cursó sus estudios universitarios durante la Guerra civil española en la Universidad de Valencia. Junquera fue una destacada traductora, cronista y escritora de cuentos de mediados del siglo XX, volviéndose a recuperar el interés sobre su vida en el siglo XXI con la reedición de algunas de sus obras.

## Infancia y juventud
Amanda Junquera Butler nació el 19 de octubre de 1898 en Madrid. Sus padres, Emilia Butler y Tomás Junquera de Basáñez tuvieron 6 hijos: Isabel, Amanda, María Luisa, Emilia, María Teresa y Tomás. Además de lectora infatigable, estudió música y literatura y desde muy joven viajó mucho. En julio de 1928, en la Parroquia de Santa Bárbara de Madrid, se casó con el académico y decano de la Facultad de Letras de la Universidad de Murcia Cayetano Alcázar Molina. Junquera siguió viajando mucho después de su matrimonio, como requería la carrera de Alcázar.

## Trayectoria vital
En 1936, en la inauguración de la Universidad Popular de Cartagena en la Región de Murcia de España, Junquera conoció a la escritora Carmen Conde Abellán, quien había  participado en la creación de la universidad. Conde era la esposa del poeta Antonio Oliver Belmás y se convertiría en la primera mujer admitida en la Real Academia Española. Las dos mujeres sintieron una afinidad inmediata y comenzaron a intercambiar libros y cartas. Un mes después de su encuentro, Conde le dedicaba poemas a Junquera, que describían explícitamente su deseo de comprometerse con Amanda usando todos sus sentidos y aludiendo a Katherine Mansfield en un lenguaje ampliamente conocido como código lésbico en la época. Poco más de un año después de conocerse, en junio de 1937, las dos mujeres planearon unas vacaciones juntas, sin sus maridos, al Parque Natural Penyal d'Ifac de Valencia, donde se hicieron amantes.
Durante la Guerra civil española (1936-1939) las mujeres consolidaron su relación, ya que sus maridos estaban fuera y pudieron seguir reuniéndose y manteniendo correspondencia aunque no se les permitía divorciarse ni reconocer su sexualidad, lo que creó la necesidad de ocultar públicamente su situación.Ambos esposos se habían ofrecido como voluntarios para servir en el Ejército Republicano Español, siendo destinados al frente de Baza. El marido de Conde, fue capturado y encarcelado, mientras que el marido de Junquera fue trasladado a la Universidad de Valencia, y se convertiría en director general de Universidades bajo la dictadura de Francisco Franco. Junquera se matriculó en la Universidad de Valencia, cuando volvieron de sus vacaciones en el Peñón de Ifach. Entre sus compañeras estaban Josefina Escolano Sopena y Concha Zardoya.
Al final de la guerra, las autoridades quisieron arrestar a Conde porque era una intelectual pro-republicana. Junquera la ayudó a escapar de Valencia y se mudaron a la casa de su hermana en Madrid. Durante un año vivieron con la hermana de Junquera donde Conde permaneció escondida. En 1940, las dos mujeres se trasladaron a San Lorenzo de El Escorial hasta que en 1942, Alcázar se unió a ellas en Madrid. El matrimonio alquiló el número 5 de la calle Velintonia propiedad del poeta Vicente Aleixandre. Durante las siguientes cuatro décadas sería el hogar de los tres. Fue a principios de la década de 1940 cuando Junquera empezó a publicar bajo el seudónimo de Isabel de Ambía. Escribió ensayos, crónicas, críticas literarias y cuentos que fueron publicados principalmente en revistas como Cuadernos de Literatura Contemporánea, Destino de Barcelona, El Español e Hispania .
A partir de 1942, Junquera tradujo al español obras literarias de escritores ingleses, franceses e italianos. Estos incluyeron obras de Adriano Augusto Michieli, Marcel Pagnol, Anna Maria Speckel, Alejandro Tassoni Estense y William Thomas Walsh, entre otros. Sus traducciones de Micheli y Tassoni fueron elogiadas en una reseña de 1944 en Cuadernos de Literatura Contemporánea, y su traducción de Walsh se volvió a publicar en 1953 y en 1963. También publicó cuentos a lo largo de la década de 1940. En 1947, Junquera publicó su único libro, Un hueco en la luz.
Cuando Oliver finalmente fue liberado de prisión, él y Conde acordaron permanecer casados. Oliver fue obligado a vivir aislado en Murcia, pero Conde volvió a El Escorial, donde pudo estar con Junquera. Cuando Conde fue acusada de delitos políticos, Junquera y Alcázar usaron su influencia para ayudarla a que se desestimaran los cargos. A Oliver, que sufría de una afección cardíaca, se le permitió regresar a Madrid en 1945  y aparentemente Conde vivía con él y su madre en un apartamento. Las dos parejas permanecieron unidas y a menudo pasaban juntos las vacaciones a pesar de las relaciones complicadas. El marido de Junquera murió en 1958 y ella y Conde siguieron siendo pareja. Cuando Oliver murió en 1968, Conde se mudó definitivamente a la casa de Junquera. 

## Muerte y legado
Junquera murió el 27 de diciembre de 1986 en Madrid y fue enterrada en el cementerio de Torrelodones. Aunque a menudo se vio ensombrecida por la fama de Conde, tanto ella como  Alcázar le dedicaron múltiples elogios y reconocimientos en sus propias producciones literarias. El interés renovado por sus obras comenzó en el siglo XXI y su biografía se incluyó en el volumen 2 del Índice Biográfico de España, Portugal e Iberoamérica (Índices biográficos de España, Portugal y América Latina, Walter de Gruyter, 2000). Varias de sus traducciones también fueron reeditadas en 2000 y 2001.En 2007, José Luis Ferris publicó Carmen Conde: vida, pasión y verso de una escritora olvidada que relató públicamente la relación de Conde y Junquera.

## Trabajos seleccionados

### Cuentos
- de Ambía, Isabel (1943). «El espejo a lo largo del camino y Un ahogado en el Sena» [The Mirror along the Way and A Drowned Man in the Seine]. El Español (Madrid: Impreso en "Afrodisio Aguado", S.A.) 1 (17): 7. ISSN 9949-3705.[4]
- de Ambía, Isabel (1943). «En presencia de la primavera» [In the Presence of Spring]. El Español (Madrid: Impreso en "Afrodisio Aguado", S.A.) 1 (26): 7. ISSN 9949-3705.[4]
- de Ambía, Isabel (1943). «Otoño en El Escorial y La casita de arriba, mansión destrozada de la música» [Autumn in El Escorial and The Little House Upstairs: a Mangled Mansion of Music]. El Español (Madrid: Impreso en "Afrodisio Aguado", S.A.) 1 (56): 16. ISSN 9949-3705.[4]
- de Ambía, Isabel (1944). «En reclusión [In Seclusion]».  En Romo, ed. Cuentistas españoles de hoy [Spanish Storytellers Today]. Madrid: Editorial Febo. pp. 29-36. OCLC 230699784.[4]
- de Ambía, Isabel (1947). Un hueco en la luz [A Hole in the Light]. Madrid: Consejo Superior de Investigaciones Científicas. OCLC 3694325.[4]
- de Ambía, Isabel (1949). «Bodas de plata» [Silver Weddings]. Ínsula (Madrid: Artes Gráficas Benzal) (42): 7. ISSN 0020-4536.[4]
- de Ambía, Isabel (1952). «Por el sueño» [By the Dream]. Revista de literatura (Madrid: Consejo Superior de Investigaciones Científicas) 1 (1): 107-113. ISSN 0034-849X.[4]

### Ensayos
- de Ambía, Isabel (1941). «El capitán Garcilaso de la Vega» [The Captain Garcilaso de la Vega]. Hispania (Madrid: Consejo Superior de Investigaciones Científicas) (4): 114-115. ISSN 0018-2141.[4]
- de Ambía, Isabel; Behn, Irene (1942). «La obra de Concha Espina» [The Work of Concha Espina]. Cuadernos de Literatura Contemporánea (Madrid: Instituto Antonio de Nebrija) (1): 7-22. ISSN 0210-9158. OCLC 432377286.[4]
- de Ambía, Isabel (1942). «Don Ramón del Valle Inclán en Roma» [Don Ramón del Valle Inclán in Rome]. Cuadernos de Literatura Contemporánea (Madrid: Instituto Antonio de Nebrija) (3–4): 151-154. ISSN 0210-9158.[4]
- de Ambía, Isabel (1942). «Junto a Gabriel Miró» [Together with Gabriel Miró]. Cuadernos de Literatura Contemporánea (Madrid: Instituto Antonio de Nebrija) (5–6): 226-228. ISSN 0210-9158.[4]
- de Ambía, Isabel (1946). «Magia en la vida y en la obra de don Ramón María del Valle Inclán» [Magic in the Life and Work of Don Ramón María del Valle Inclán]. Cuadernos de Literatura Contemporánea (Madrid: Instituto Antonio de Nebrija) (18): 479-484. ISSN 0210-9158. OCLC 65360914.[4][1]
- de Ambía, Isabel (1946). «Homenaje a Gabriela Mistral [Homage to Gabriela Mistral]». Gabriela Mistral, Premio Nobel [Gabriela Mistral, Nobel Prize]. Madrid: Talleres de Blass. OCLC 561210598.[1]
- Speckel, Anna Maria; de Ambía, Isabel (translator) (1942). Mediterráneo báltico [Baltic Mediterranean]. Madrid: Espasa-Calpe. OCLC 805689263.[1]
- Tassoni Estense, Alejandro; de Ambía, Isabel (translator) (1943). Eugenio de Saboya [Eugene of Savoy]. Madrid: Espasa-Calpe. OCLC 807135238.[1]
- Bo, Carlo; Alfaro, José María (forward); de Ambía, Isabel (translator) (1943). La poesía de Juan Ramón Jiménez [The Poetry of Juan Ramón Jiménez]. Madrid: Editorial Hispánica. OCLC 914501340.[1]
- Michieli, Adriano Augusto; de Ambía, Isabel (translator) (1943). El Duque de los Abruzzos y sus empresas [The Duke of Abruzzos and his Companies]. Madrid: Espasa-Calpe. OCLC 801971539.[1]
- Walsh, William Thomas; de Ambía, Isabel (translator) (1948). Personajes de la Inquisición [Characters of the Inquisition]. Madrid: Espasa-Calpe. OCLC 752850134.[1]
- Pagnol, Marcel; de Ambía, Isabel (translator) (1963). La edad de los secretos [The Age of Secrets]. Barcelona: Juventud. OCLC 433602554.[1]